# Xantusie pouštní
Xantusie pouštní (Xantusia vigilis) je druh ještěra z čeledi xantusiovitých, pojmenované podle maďarského zoologa Jánose Xántuse, který po porážce maďarské revoluce uprchl do Spojených států.
Xantusie pouštní obývá aridní a semiaridní oblasti Kalifornie na východ od San Gabriel Mountains, Arizony, Nevady, Utahu a severního Mexika, kde žije ve skalách nebo v porostech juky. Je dlouhá maximálně 12 centimetrů včetně ocasu, zbarvená nenápadně šedozeleně až šedohnědě s drobnými černými skvrnami. Má plochou hlavu a svislé zornice, oční víčka jsou srostlá a průhledná jako u hadů, šupiny na hřbetě a bocích poněkud odstávají.
Xantusie bývaly dříve označovány jako „noční ještěrky“, ve skutečnosti jsou zpravidla aktivní přes den, žijí však velmi skrytě mezi spadaným listím a kameny; pouze v extrémních vedrech mohou přejít na noční způsob života. Jsou obratnými lezci a lovci hmyzu, který je jejich hlavní potravou. Jsou živorodé, v období od srpna do prosince rodí od jednoho do tří mláďat. Xantusie vytvářejí rodinná společenství, která zůstávají pohromadě i několik let, což je u plazů neobvyklé chování.